# 泰博定理

泰博定理原是法國幾何學家維克多·泰博（Victor Thébault，1882年-1960年）提出的平面幾何問題。
1. 取平行四邊形的邊為正方形的邊，作四個正方形（同時在平行四邊形內或外皆可）。正方形的中心點所組成的四邊形為正方形。（此為凡·奧貝爾定理的特例。）
2. 取正方形的兩條鄰邊為三角形的邊，作兩個等邊三角形（同時在正方形內或外皆可）。這兩個三角形不在正方形邊上的頂點，和正方形四個頂點中唯一一個不是三角形頂點的頂點，組成一等邊三角形。
3. 給定任意三角形ABC，BC上任意一點M。作兩個圓形，均與AM、BC、外接圓相切。該兩圓的圓心和三角形內切圓心共線。（應用：圓內接四邊形的日本定理）

第三題是最難的。1938年《美國數學月刊》曾刊出第三題，但直至1973年才為荷蘭數學家H. Streefkerk證出。2003年，Ayme發現早在1905年Y. Sawayama已解決這題。